# 1972 en Suisse
Chronologie de la Suisse
- 1968
- 1969
- 1970
- 1971
- 1972
- 1973
- 1974
- 1975
- 1976

Chronologie de la Suisse
1971 en Suisse - 1972 en Suisse - 1973 en Suisse

## Gouvernement au1erjanvier 1972
- Conseil fédéral[1]:
  - Nello Celio PRD, président de la Confédération
  - Roger Bonvin PDC, vice-président de la Confédération
  - Rudolf Gnägi UDC,
  - Hans Peter Tschudi PSS
  - Kurt Furgler PDC
  - Pierre Graber PSS,
  - Ernst Brugger PRD

## Évènements

### Janvier
Jeudi 6 janvier 
- Pour la première fois en Suisse, les magasins de Zurich ouvrent leurs portes en soirée.

 Samedi 8 janvier 
- Décès à Morges, à l’âge de 76 ans, de l’écrivain Alfred Gehri.

 Samedi 22 janvier 
- Pour la cinquième fois de son histoire, le HC La Chaux-de-Fonds devient champion de Suisse de hockey-sur-glace.

 Dimanche 23 janvier 
- Votation cantonale. Les citoyens du canton de Saint-Gall approuvent l’introduction du suffrage féminin.

 Lundi 24 janvier 
- Le Conseil fédéral mandate une commission formée de 60 personnes pour l’élaboration d’une Conception globale des transports.

 Samedi 29 janvier 
- Décès à Zurich, à l’âge de 82 ans, de l’écrivaine et conteuse Olga Meyer.

 Dimanche 30 janvier 
- Votation cantonale. Les citoyens du canton d’Uri approuvent l’introduction du suffrage féminin.

### Février
Samedi 5 février 
- Aux Jeux olympiques de Sapporo, la Saint-Galloise Marie-Theres Nadig remporte le titre de championne olympique de descente (ski alpin).

 Lundi 7 février 
- Aux Jeux olympiques de Sapporo, l’Uranais Bernhard Russi remporte le titre de champion olympique de descente (ski alpin).

 Mardi 8 février 
- Aux Jeux olympiques de Sapporo, la Saint-Galloise Marie-Theres Nadig remporte le titre de championne olympique de slalom géant (ski alpin).

 Samedi 12 février 
- Aux Jeux olympiques de Sapporo, l’équipage du Zurichois Jean Wicki remporte le titre de champion olympique de bob à quatre.

 Mardi 22 février 
- Décès à Saint-Gall, à l’âge de 80 ans, de Paul Grüninger, qui, durant la Seconde Guerre mondiale, sauva plusieurs centaines de réfugiés des persécutions nazies.

### Mars
Mercredi 1er mars 
- Visite officielle de Kurt Waldheim, secrétaire général des Nations unies.

 Dimanche 5 mars 
- Votations fédérales. Le peuple rejette, par 835 315 non (67,1 %) contre 360 262 oui (28,9 %), l'Initiative populaire « tendant à encourager la construction de logements » (initiative Denner).
- Votations fédérales. Le peuple approuve, par 727 629 oui (58,5 %) contre 789 209 non (45,5 %), le contre-projet du Conseil fédéral à l’initiative Denner.
- Votations fédérales. Le peuple approuve, par 1 057 322 oui (85,4 %) contre 180 795 non (14,6 %), l’article constitutionnel sur la déclaration de force obligatoire générale de baux à loyer et sur des mesures en vue de la protection des locataires.
- Élections cantonales à Bâle-Ville. Franz Hauser (PSS), Edmund Wyss (PSS) et Max Wullschleger (PSS) sont élus au Conseil d’État lors du 1er tour de scrutin.
- Votation cantonale. Les citoyens des cantons des Grisons et de Schwytz approuvent l’introduction du suffrage féminin.

 Samedi 18 mars 
- Des manifestants du Groupe Bélier défilent en ville de Berne pour dénoncer la politique cantonale en matière de constructions routières. À l’issue de la manifestation, ils déversent du goudron dans les rails des trams. Le trafic est perturbé durant une heure.

 Dimanche 19 mars 
- Kurt Jenny (PRD), Arnold Schneider (PRD), Lukas Burckhardt (PLS) et Eugen Keller (PDC) sont élus au Conseil d’État lors du 2e tour de scrutin.

 Lundi 20 mars 
- Décès à Baden (AG), à l’âge de 78 ans, de l’industriel Walter Boveri.

 Vendredi 31 mars 
- Une avalanche emporte 3 skieurs au-dessus de Vercorin.

### Avril
Lundi 3 avril 
- Des randonneurs sont emportés par une avalanche à Tourtemagne. 2 personnes perdent la vie.

 Lundi 10 avril 
- La Feuille d’avis de Lausanne change de nom et paraît désormais sous le titre de 24 heures.

 Dimanche 30 avril 
- La Landsgemeinde de Nidwald approuve l’introduction du suffrage féminin.

### Mai
Lundi 1er mai 
- Premier numéro de L’Est vaudois, issu de la fusion du Journal de Montreux, de la Feuille d’avis du district d’Aigle et du Courrier de Leysin.

 Vendredi 5 mai 
- Le Conseil des écoles polytechniques fédérales crée à l'École polytechnique fédérale de Lausanne l'Institut du génie de l'environnement (IGE), l'un des premiers instituts du genre en Europe.

### Juin
Dimanche 11 juin 
- Votations fédérales. Le peuple approuve, par 774 794 oui (83,3 %) contre 154 827 non (16,7 %), l’arrêté fédéral concernant la stabilisation du marché de la construction.
- Votations fédérales. Le peuple approuve, par 808 974 oui (87,7 %) contre 113 164 non (12,3 %), l’arrêté fédéral sur la sauvegarde de la monnaie.
- Le FC Bâle s’adjuge, pour la cinquième fois de son histoire, le titre de champion de Suisse de football.

 Mardi 13 juin 
- Visite officielle à l’Organisation internationale du travail à Genève du shah d’Iran Mohammad Reza Pahlavi.

 Dimanche 18 juin 
- Décès à Soglio (GR), à l’âge de 78 ans, de l’architecte Hans Schmidt.

 Vendredi 23 juin 
- Le Suisse Louis Pfenninger remporte le Tour de Suisse cycliste

### Juillet
Mercredi 12 juillet 
- La cabine du téléphérique Betten-Bettmeralp (VS) s’écrase contre la station inférieure. 12 personnes perdent la vie dans l’accident.

 Jeudi 13 juillet 
- Occupation de l’ambassade de Suisse à Bruxelles par le Groupe Bélier.

 Samedi 22 juillet 
- Un accord de libre-échange est conclu entre la CEE et les pays membres de l'AELE dont la Suisse fait partie.

 Lundi 24 juillet 
- Inondations dans le Kiental (BE). À la suite des forts orages de la semaine précédente, 400 touristes restent bloqués dans des hôtels coupés du monde.

### Août
Samedi 5 août 
- Décès du journaliste et animateur de radio Roger Nordmann.

 Dimanche 13 août 
- Décès à Lausanne, à l’âge de 66 ans, de la comédienne Marguerite Cavadaski.

 Jeudi 17 août 
- En vue du choix d’un nouvel avion de combat, le Département militaire fédéral manifeste sa préférence pour l’appareil américain Corsair, plutôt que l’appareil français Milan.

 Jeudi 24 août 
- Décès à Zurich, à l’âge de 79 ans, du peintre Leo Leuppi.

### Septembre
Lundi 18 septembre 
- Décès à Glaris, à l’âge de 73 ans, du peintre Fritz Glarner.
- Décès à Zollikon (ZH), à l’âge de 89 ans, de l’écrivain Robert Faesi.

 Dimanche 24 septembre 
- Votations fédérales. Le peuple rejette, par 592 833 non (50,3 %) contre 585 046 oui (49,7 %), l'Initiative populaire « pour le contrôle renforcé des industries d'armement et pour l'interdiction d'exportation d'armes ».
- Décès à Genève, à l’âge de 81 ans, du peintre Paul Mathey.
- Votation cantonale. Les citoyens du demi-canton d’Obwald approuvent l’introduction du suffrage féminin.

 Mercredi 27 septembre 
- Visite officielle de Gustav Heinemann, président de la République fédérale d’Allemagne.

### Octobre
Jeudi 12 octobre 
- Création de la Communauté de travail des régions alpines, dans le but d'évoquer les problèmes d'intérêt communs et d'y trouver des solutions.

 Samedi 21 octobre 
- Incendie au Jungfraujoch (BE). L’Hôtel Berghaus, construit en 1924, est complètement détruit.

 Mardi 31 octobre 
- En gare de Saint-Triphon (VD), le train direct Sion-Genève prend en écharpe une rame de wagons-citerne. L’accident fait 4 morts et 2 blessés.

### Novembre
Lundi 6 novembre 
- Mise en service de la Centrale nucléaire de Mühleberg (BE).

 Lundi 20 novembre 
- Visite officielle du président Suharto, président de la République d’Indonésie.

 Vendredi 24 novembre 
- Décès à Kilchberg (ZH), à l’âge de 36 ans, du chansonnier bernois Mani Matter.

### Décembre
Dimanche 3 décembre 
- Votations fédérales. Le peuple rejette, par 1 481 488 non (78,6 %) contre 294 511 oui (15,6 %), l’initiative pour une véritable retraite populaire et la révision de la constitution en matière de prévoyance-vieillesse, survivants et invalidité.
- Votations fédérales. Le peuple approuve, par 1 393 797 oui (74,0 %) contre 418 018 non (22,2 %), le contre-projet du Conseil fédéral à %), l'Initiative populaire « pour une véritable retraite populaire ».
- Votations fédérales. Le peuple approuve, par 1 344 994 oui (72,5 %) contre 509 465 non (27,5 %), les Accords entre la Confédération suisse et la Communauté économique européenne ainsi que les États membres de la Communauté européenne du charbon et de l'acier.

 Lundi 4 décembre 
- Margrith Bigler-Eggenberger est la première femme élue comme juge au Tribunal fédéral de Lausanne.

 Mardi 5 décembre 
- Le Conseil national décide la suppression des 24 escadrons de cavalerie de l'Armée suisse.